# The Press

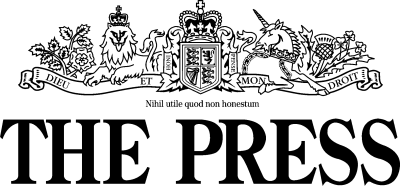
Schriftzug

The Press ist eine täglich erscheinende großformatige Tageszeitung. Sie wird in Christchurch, der Hauptstadt der Region  Canterbury auf der Südinsel Neuseelands herausgegeben. Die Zeitung befindet sich im Besitz der in Australien ansässigen Fairfax Media Limited.

## Geschichte
The Press erschien erstmals am 25. Mai 1861 in einer kleinen Hütte in der Montreal Street von Christchurch und ist damit die am längsten existierende Zeitung auf der Südinsel. Die erste Ausgabe war ein sechsseitiges Boulevardblatt und kostete 6 Pence. Treibende Kraft hinter der dann regelmäßig wöchentlich erscheinenden Zeitschrift war James Edward Fitzgerald.
Im Jahr 1905 erwarb The Press das Grundstück ihres gegenwärtigen Sitzes für 4000 £. Der Vorstand der Christchurch Press Co. Ltd. erwarb für nochmals 5000 £ vom Theatre Royal Syndicate später auch das Wegerecht und vom originalen Theatre Royal nahe dem Cathedral Square noch übrig gebliebene Gebäudeteile. Der Teil des Gebäudes im gotischen Baustil wurde dann in das 1907 begonnenen neuen Unternehmensgebäude übernommen. Das Redaktionspersonal zog 1909 von dem vorherigen Standort an der Cashel Street in das neue Gebäude.
In den 1930er Jahren begann The Press Lösungen zu suchen, die langen Auslieferungszeiten der Zeitung zur West Coast zu verbessern. Die Straßenverhältnisse waren zu dieser Zeit noch sehr schwierig und auch das New Zealand Railways Department war nicht willens, die gewöhnlichen Personenzugverbindungen so zeitig wie erforderlich am Morgen verkehren zu lassen, da dies für ihre Kundschaft unwirtschaftlich gewesen wäre, während Güterzüge nicht das notwendige Maß an Schnelligkeit erreichten.
Demzufolge gab The Press bereitwillig einen Zuschuss für den Bau und Betrieb von zwei kleinen NZR RM class (Leyland diesel) – Triebwagen zum Transport der Zeitungen in einer annehmbaren Zeit. Diese Triebwagen begannen ihren Einsatz am 3. August 1936 und verließen Christchurch morgens um 2:20 Uhr, verkehrten über die Midland Line, bis sie Greymouth um 6:40 Uhr und weiter über die Nebenstrecke Ross Branch Hokitika kurz vor 8:00 Uhr erreichten. Damit wurde eine deutlich schnellere Auslieferung erzielt, als dies vorher möglich war. Der Einsatz dieser Schienenbusse war jedoch eine zeitlich beschränkte Maßnahmen, mit der Anlieferung der leistungsstärkeren Vulcan Schienenbusse (NZR RM class (Vulcan) ) Anfang 1940 wurde der Betrieb auf diese umgestellt.

## The Pressheute
Die Zeitung ist die größte der vier täglich Montag bis Samstag auf der Südinsel im Umlauf befindlichen Publikation mit einer Auflage von über 90.000 Exemplaren. Die Regionalzeitungen The Christchurch Mail, Northern Outlook und Central Canterbury News werden ebenfalls von The Press herausgegeben.
Es gibt täglich wechselnde Schwerpunktseiten und Hauptthemen, dazu kommen verschiedene monatlich bis zweimal jährlich erscheinende Beilagen.
- Verkaufspreis: Montag–Freitag: 1,10 NZ$, Samstag: 2,00 NZ$
- Verbreitung: ca. 223.000 Leser auf der Südinsel (Stand: 2006)

## Leitspruch
Der Leitspruch der Zeitung am Haupteingang und auf dem Impressum lautet: „Nihil utile quod non honestum“ (übertragen sinngemäß: „Nichts ist nützlich, wenn es nicht ehrlich ist“). Wie die australische Zeitung The Age verwendet auch The Press das Wappen des Vereinigten Königreichs in seinem Schriftzug.